# Medkrajevni potniški promet (LPP)
Medkrajevni potniški promet je služba v okviru javnega podjetja Ljubljanski potniški promet, ki izvaja redni medkrajevni in turistični prevoz potnikov.
Med letoma 2009 in 2012 je bila služba izčlenjena iz LPP in je delovala pod imenom BUS kot njegovo hčerinsko podjetje, pred izčlenitvijo službe pa je delovala pod imenom primestni potniški promet.
Služba primarno izvaja medkrajevni potniški promet na področju naslednjih občin ljubljanske urbane regije:
- Borovnica,
- Brezovica,
- Vrhnika,
- Logatec,
- Postojna
- Dobrova - Polhov Gradec,
- Horjul
- Vodice,
- Ivančna Gorica,
- Grosuplje,
- Dobrepolje,
- Škofljica,
- Ig in
- Žiri.

Poleg tega v službi skrbijo tudi za občasne turistične in posebne linijske prevoze.

## Značilnosti
Sistem rednih linij medkrajevnega prometa se je gradil postopoma, skladno s širjenjem mesta in s tendencami policentričnega razvoja ljubljanske urbane regije. Mreža linij je izrazito radialna, linije potekajo iz zunanjih naselij do središča mesta, na območju zunaj mesta pa je tudi nekaj lokalnih linij, ki povezujejo okoliške kraje (lokalne linije na področju Vrhnike in Grosuplja). V zadnjem času je prisotno tudi navezovanje medkrajevnih in mestnih avtobusnih linij na mestnih obrobjih (Ig in Notranje Gorice).
Konfiguracija terena, kjer potekajo linije, je zelo raznolika. Precejšen del se jih zaključi na hribovitih območjih ljubljanske kotline, nekaj kilometrov linij je še vedno makadamskih. Prevoz na 35 rednih linijah, katerih skupna trenutna dolžina znaša 770 kilometrov, poteka po objavljenem voznem redu. Letno se z avtobusi prepelje 18.000.000 potnikov.
V sklopu medkrajevnega potniškega prometa izvajajo tudi redne pogodbene šolske prevoze otrok, ki so prilagojeni šolskemu pouku na posameznih področjih.

## Preglednica rednih linij

### Integrirane linije
| št. | relacija                                                       | delavnik                       | sobota                       | nedelja in praznik |
| --- | -------------------------------------------------------------- | ------------------------------ | ---------------------------- | ------------------ |
| 3G  | Bežigrad (Železna) – Rudnik – Škofljica – Grosuplje            | 4.20 - 23.40                   | 4.49 - 23.40                 | 4.49 - 23.50       |
| 30  | Medvode – Vodice                                               | 5.00 - 22.05                   | -                            | -                  |
| 51  | Ljubljana – Kozarje – Dobrova – Polhov Gradec                  | 5.00 - 22.30                   | 6.10 - 14.45 & 18.45 - 19.30 | 8.30 - 14.55       |
| 52  | Polhov Gradec – Črni Vrh                                       | 5.20 - 21.24                   | -                            | 9.05 - 14.30       |
| 53  | Polhov Gradec – Suhi Dol                                       | Š: 5.45 - 16.21                | -                            | -                  |
| 56  | Ljubljana – Podsmreka – Dobrova – Horjul – Vrzdenec – Šentjošt | 4.30 - 22.25                   | 5.00 - 14.30 & 19.00 - 20.00 | 7.00 - 12.45       |
| 60  | Ljubljana – Vodice – Polje                                     | 4.45 - 22.25                   | 5.00 - 14.30                 | -                  |
| 61  | Vodice – Polje – Vodice                                        | Š: 7.00 - 8.05 & 12.19 - 15.19 | -                            | -                  |

### Medkrajevne linije
| št.        | relacija | od ponedeljka do petka                                         | sobota                    | nedelja in praznik | trasa linije                                        |
| ---------- | --- | -------------------------------------------------------------- | ------------------------- | ------------------ | --------------------------------------------------- |
| 31         | Avtobusna postaja (Grosuplje) – Zdravstveni dom                                                                                       | 6.00 - 15.45                                                   | -                         | -                  | 31 na OpenStreetMap                                 |
| 40         | Ig AP – Iška Loka – Tomišelj – Strahomer – Ig AP Ig AP – Iška Loka – Tomišelj – Strahomer – Iška vas – Ig AP                          | 4.29 - 22.05 14.25                                             | 4.35 - 15.02 -            | -                  | 40 na OpenStreetMap 40 (šolska) na OpenStreetMap    |
| 42         | Ig AP – Visoko – Zapotok vas | 4.25 - 22.05                                                   | 4.50 - 15.50              | -                  | 42 na OpenStreetMap                                 |
| 43 44      | Notranje Gorice – Podpeč – Preserje Notranje Gorice – Podpeč – Preserje – Rakitna                                                     | 5.17 - 22.15 4.25 - 23.07                                      | 6.40 - 14.07 5.00 - 15.40 | -                  | 43 na OpenStreetMap 44 na OpenStreetMap             |
| 45         | Ljubljana – Notranje Gorice – Preserje – Borovnica                                                                                    | 5.45 - 15.30                                                   | -                         | -                  | 45 na OpenStreetMap                                 |
| 46         | Ljubljana – Vrhnika Jazon – Smrečje – Žiri Vrhnika Jazon – Smrečje – Žiri Vrhnika Jazon – Smrečje Vrhnika Jazon – Podlipa             | 6.25 & 15.30 5.40 - 17.00 7.20 - 14.40 15.31                   | -                         | -                  | 46 na OpenStreetMap                                 |
| 47         | Ljubljana – Brezovica – Drenov Grič – Sinja Gorica P+R – Vrhnika Voljčeva                                                             | 4.52 - 23.00                                                   | 4.50 - 23.00              | 5.00 - 22.20       | 47 na OpenStreetMap                                 |
| 48 48A 48P | Ljubljana – AC – Vrhnika – Logatec – Kalce – Grčarevec Ljubljana – AC – Vrhnika – Logatec – Kalce Ljubljana – AC – Logatec – Postojna | 5.20 & 15.40 - 17.10 4.26 - 22.20 5.00 - 10.00 & 14.30 - 15.45 | - 5.25 - 15.00 -          | -                  | 48 na OpenStreetMap 48 (avtocesta) na OpenStreetMap |
| 49         | Vrhnika Jazon – Bistra – Borovnica – Breg/Borovnici                                                                                   | 5.00 - 16.23                                                   | -                         | -                  | 49 na OpenStreetMap                                 |
| 50         | Vrhnika Jazon – Horjul | 5.15 - 16.00                                                   | -                         | -                  | 50 na OpenStreetMap                                 |
| 54         | Ljubljana – Brezovica – Plešivica – Blatna Brezovica - Sinja Gorica P+R - Vrhnika Voljčeva                                            | 5.10 - 21.40                                                   | -                         | -                  | 54 na OpenStreetMap                                 |
| 57         | |                                                                |                           |                    |                                                     |
| 65         | |                                                                |                           |                    |                                                     |
| 68 69      | Ljubljana – Grosuplje – Ivančna Gorica – Šentvid/Stični Ljubljana – Grosuplje – Ivančna Gorica – Šentvid/Stični – Temenica            | 4.39 - 22.30 5.22 - 15.30                                      | 5.40 - 15.00 -            | 5.40 - 15.00 -     | 68 na OpenStreetMap 69 na OpenStreetMap             |
| 71         | Grosuplje > Luče na Šoli > Grosuplje                                                                                                  | 5.50 - 20.00                                                   | -                         | -                  | 71 na OpenStreetMap                                 |
| 72         | Grosuplje – Polica | 5.30 - 20.50                                                   | -                         | -                  | 72 na OpenStreetMap                                 |
| 73         | Grosuplje – Sp. Slivnica – Št. Jurij – Škocjan/Turjaku Grosuplje – Sp.Slivnica                                                        | 5.05 - 21.35 6.20 - 14.05                                      | -                         | -                  | 73 na OpenStreetMap                                 |
| 74         | Grosuplje – Spodnje Blato – Spodnje Duplice – Grosuplje                                                                               | Š: 7.12 - 8.05 & 13.38 - 14.23                                 | -                         | -                  | 74 na OpenStreetMap                                 |
| 74         | Ambrus - Valična vas – Breg pri Zagradcu – Ivančna Gorica ŠC Valična vas – Breg pri Zagradcu – Ivančna Gorica ŠC                      | Š: 6:50 Š: 13:40                                               | -                         | -                  | 74 na OpenStreetMap                                 |
| 75         | Grosuplje – Brezje | Š: 7.20 - 8.10 & 13.15 - 14.08                                 | -                         | -                  | 75 na OpenStreetMap                                 |
| 76         | Grosuplje – Čušperk – Ilova Gora – Prilesje                                                                                           | Š: 6.40 - 7.35 & 13.10 - 14.05                                 | -                         | -                  | 76 na OpenStreetMap                                 |
| 76         | Ivančna Gorica – Stična – Zagradec – Ambrus Ambrus > Bakrc > Ambrus                                                                   | 5.10 - 16.25 Š: 14.48                                          | -                         | -                  | 76 na OpenStreetMap 76 (Bakrc) na OpenStreetMap     |
| 77         | Krka – Ivančna Gorica ŠC Ivančna Gorica ŠC – Krka – Ambrus                                                                            | Š: 7.35 Š: 12.55                                               | -                         | -                  | 77 na OpenStreetMap                                 |
| 78         | Ljubljana – Grosuplje – Videm Grosuplje – Videm Videm – Zagorica                                                                      | 5.20 - 20.15 21.10 - 22.55 Š: 6.05 & 15.05                     | 5.20 - 14.30 -            | 9.00 - 15.20 -     | 78 na OpenStreetMap                                 |
| 79         | Videm > Ponikve > Turjak > Škofljica > Ljubljana                                                                                      | 15.05                                                          | -                         | -                  | 79 na OpenStreetMap                                 |
| 80         | Brezje/Dobrepolju – Kompolje – Videm – Hočevje – Ivančna Gorica ŠC                                                                    | Š: 6.10 & 14.25                                                | -                         | -                  | 80 na OpenStreetMap                                 |
| -          | Kompolje – Videm – Ponikve – Rašica – Velike Lašče – Rašica – Turjak – Želimlje                                                       | Š: 6.20 & 13.50                                                | -                         | -                  | Kompolje – Želimlje na OpenStreetMap                |
| 82         | Ljubljana – Škofljica – Želimlje Škofljica – Želimlje                                                                                 | 5.00 - 14.30 7.05 - 7.40 & 12.10 - 15.00                       | -                         | 19.15 20.40        | 82 na OpenStreetMap                                 |
| 83         | Škofljica – Pijava Gorica – Smrjene – Gradišče – Vrh nad Želimljami – Škofljica                                                       | 5.00 - 21.01                                                   | -                         | -                  | 83 na OpenStreetMap                                 |
| 84         | Škofljica – Drenik – Gorenje Blato – Gumnišče – Škofljica Škofljica – Želimlje – Drenik – Gorenje Blato – Gumnišče – Škofljica        | 5.55 - 8.05 & 12.10 - 14.50 9.54 & 14.00 - 15.20 & 20.30       | -                         | -                  | 84 na OpenStreetMap                                 |
| 85         | Škofljica – Gumnišče – Gornje Blato – Drenik – Smrjene – Gradišče – Vrh nad Želimljami – Škofljica                                    | 16.30 - 22.05                                                  | -                         | -                  | 85 na OpenStreetMap                                 |
| 86         | Orle – Lavrica – Škofljica | Š: 6.00 - 18.00                                                | -                         | -                  | 86 na OpenStreetMap                                 |

Legenda:
- Š → vozi ob delavnikih v času šolskega pouka

Področne oznake medkrajevnega prometa:
|   | območje |  |   | območje |  |   | območje   |
| - | ------- |  | - | ------- |  | - | --------- |
| I | Ig      |  | V | Vrhnika |  | G | Grosuplje |

## Avtobusi v medkrajevnem potniškem prometu
V voznem parku medkrajevnega potniškega prometa je trenutno 62 medkrajevnih in 4 turistični avtobusi v povprečni starosti 6,80 let.

### Preglednica vozil
| št. vozil | model                              | tip vozila – enojni linijski      | leto proizvodnje in garažna številka                   | slika |
| --------- | ---------------------------------- | --------------------------------- | ------------------------------------------------------ | ----- |
| 1         | MAN SÜ 313 (A72)                   | visokopodni                       | 2003: 602                                              |       |
| 5         | Mercedes-Benz Citaro LÜ (O 530 LÜ) | nizkopodni – 15 metrov            | 2006: 550–554                                          |       |
| 3         | MAN Lion's City ÜLL (NÜ 313, A25)  | nizkopodni – 15 metrov            | 2008: 618–620                                          |       |
| 4         | Irisbus IVECO Arway 12m            | visokopodni                       | 2011: 621–624                                          |       |
| 8         | MAN Lion's Regio C (ÜL 364, R14)   | visokopodni – 13 metrov           | 2014: 625–632                                          |       |
| 30        | IVECO Crossway Line                | visokopodni                       | 2017: 633–640 (8) 2019: 641–653 (13) 2021: 520–528 (9) |       |
| 3         | Setra MultiClass S 419 UL          | visokopodni – 15 metrov           | 2019: 555–557                                          |       |
| 5         | Setra MultiClass S 418 LE business | nizkopodni – 15 metrov            | 2022: 558–562                                          |       |
| št. vozil | model                              | tip vozila – enojni nadstandardni | leto proizvodnje in garažna številka                   | slika |
| 3         | MAN Lion's Regio C (ÜL 354, R14)   | visokopodni – 13 metrov           | 2008: 615–617                                          |       |
| št. vozil | model                              | tip vozila – turistični           | leto proizvodnje in garažna številka                   | slika |
| 2         | MAN Lion's Coach                   | visokopodni                       | 2008: 656, 657                                         |       |
| 2         | NEOPLAN Tourliner C                | visokopodni – 13 metrov           | 2017: 658, 659                                         |       |

## Zgodovina

### Seznam nekdanjih avtobusnih prog
Večina avtobusnih prog je bila ukinjena po letu 1997 predvsem zaradi nerentabilnosti oz. zaradi upada števila potnikov na njih, v zadnjem času pa zaradi podaljševanja mestnih linij v primestje oz. integraciji medkrajevnih linij v mestni potniški promet.
| št.      | relacija | obdobje obratovanja              | razlog                                                                                   |
| -------- | --- | -------------------------------- | ---------------------------------------------------------------------------------------- |
|          | odsek Iška vas – Iški Vintgar |                                  |                                                                                          |
| 40/41/42 | odsek Ljubljana – Ig | 29. avgust 2011                  | uvedba mestne linije št. 19I                                                             |
| 42       | odsek Zapotok – Kurešček dom odsek Zapotok – Rob                                                                                                 | 1. februar 2012                  |                                                                                          |
| 43/44    | odsek Podpeč – Jezero odsek Ljubljana – Notranje Gorice                                                                                          | september 2009 1. februar 2012   | uvedba mestne linije št. 19B podaljšanje mestne linije št. 6B                            |
| 50       | Vrhnika Jazon – Bevke | 1. marec 2011                    |                                                                                          |
|          | Ljubljana – Vrhnika – Horjul |                                  |                                                                                          |
|          | Dragomer – Plešivica – Blatna Brezovica – Vrhnika Voljčeva                                                                                       | 1. september 2014                |                                                                                          |
| 54 55    | Ljubljana – Kozarje – Horjul – Vrzdenec Ljubljana – Kozarje – Horjul – Vrzdenec – Šentjošt                                                       | 4. marec 2013                    | uvedba integrirane linije št. 56                                                         |
| 56 57    | Ljubljana – Podsmreka – Polhov Gradec Ljubljana – Podsmreka – Polhov Gradec – Zalog – Črni Vrh                                                   | 4. marec 2013                    | uvedba integrirane linije št. 51 uvedba integrirane linije št. 52                        |
| 58       | odsek Lučine – Suhi Dol Suhi Dol/Planino – Polhov Gradec                                                                                         | do leta 1996 4. marec 2013       | uvedba integrirane linije št. 53                                                         |
|          | Ljubljana – Lj. Tacen – Gameljne Ljubljana – Lj. Črnuče – Gameljne                                                                               | junij 1979                       | uvedba mestne linije št. 16                                                              |
| 60 -     | odsek Vodice – Selo/Vodicah – Vojsko Ljubljana – Medvode – Zbilje – Zapoge – Vodice                                                              | 1. februar 2012 2. november 2012 | uvedba integrirane linije št. 30                                                         |
| 61       | Ljubljana – Vikrče – Pirniče – Smlednik – Zapoge – Vodice                                                                                        | 1. februar 2012                  | uvedba mestne linije št. 15, preusmeritev na traso medkrajevne linije 60                 |
| 62 63    | Ljubljana – Šmartno – Zapoge – Vodice – Selo/Vodicah Ljubljana – Šmartno – Zapoge – Vodice – Selo/Vodicah – Vojsko/Vodicah – Šmartno – Ljubljana | 3. september 2012                | uvedba integriranih linij št. 60, 61, 62                                                 |
| 64       | Ljubljana – Mengeš – Komenda – Letališče Brnik                                                                                                   | 1. Julij 2024                    | nove koncesije avtobusnih prevoznikov linijo 64 sta kombinirano vzdrževala Arriva in LPP |
| 66       | Ljubljana – Tuji Grm | 1. maj 2009                      | uvedba mestne linije št. 29                                                              |
| 67       | Ljubljana – Podlipoglav – Mali Lipoglav | 1. maj 2009                      | uvedba mestne linije št. 28                                                              |
|          | Ljubljana – Velike Lašče – Karlovica – Rob |                                  |                                                                                          |
|          | Ljubljana – Grosuplje – Staro Apno – Ponikve/Dobrepolju – (Videm)                                                                                |                                  |                                                                                          |
| 70       | Ljubljana – Škofljica – Grosuplje | 29. avgust 2011                  | uvedba integrirane linije št. 3G                                                         |
|          | Ljubljana – Sneberje – Šentjakob – Dol – Dolsko Ljubljana – Sneberje – Šentjakob – Dol – Dolsko – Križevska vas                                  | 27. april 1989 - ?               |                                                                                          |

Področne oznake medkrajevnega prometa:
|   | območje |  |   | območje |  |   | območje       |  |   | območje             |  |   | območje   |
| - | ------- |  | - | ------- |  | - | ------------- |  | - | ------------------- |  | - | --------- |
| I | Ig      |  | V | Vrhnika |  | P | Polhov Gradec |  | V | Vodice (prej Brnik) |  | G | Grosuplje |